# Диад Пеллийский
Диад Пеллийский (др.-греч. Διάδης Πελλαίος) — древнегреческий инженер-механик, военный инженер IV века до н. э. Ученик фессалийца Полиида, военного инженера Филиппа II Македонского. Находился вместе с другим учеником Полиида — Харием — в войске Александра Великого. Сопровождал Александра в его кампаниях на Восток, руководил осадой Тира и других городов, широко применял изобретенные или усовершенствованные им военные механизмы. Диад создал и первый трактат (не дошедший до нас) об осадной технике.
Впоследствии работа Диада цитировалась Афинеем Механиком и Витрувием. Согласно этим авторам Диад описывал конструкцию осадных башен, и других устройств для осады. Вклад Диада в искусство осадного дела состоял в изобретении передвижных осадных башен, которые во время похода переносили в разобранном виде. Диадовы «барано-черепахи» и «тараны-буравы» представляли собой стенобитные конструкции. Также Диад изучал корабельные конструкции — доказывал бесполезность абордажного ворона, в своём сочинения упоминал перекидные мосты и другие корабельные механизмы, правда без детального их описания.
Гелепола, которую Диад сконструировал вместе с Харием во время осады Тира достигала 53 м в высоту.
Витрувий охарактеризовал Диада как инженера-практика.